# Гвоздев, Михаил Спиридонович
Михаил Спиридонович Гво́здев (род. между 1700 и 1704 — ум. после 1759) — русский военный геодезист и начальник предпринятой в 1732 году экспедиции на север Аляски. Первый из русских путешественников достоверно видел континент Северная Америка.

## Биография
В 1716 году поступил в Славяно-греко-латинскую академию. В 1718 году направлен в Морскую академию. Успешно окончив Морскую академию, Гвоздев в 1721 году был назначен в Новгород для описания рек к поселению драгунских и пехотных полков «и был при оном деле по 1725 год». В сентябре 1725 года Гвоздева снова направили в Морскую академию, по-видимому, для продолжения образования. В 1727 году, как сообщает сам Гвоздев, по своей собственной просьбе он был экзаменован профессором Андреем Даниловичем Фарварсоном и «по знаемости мною науки пожалован геодезистом». В 1727 году Михаил Гвоздев был назначен Сенатом в экспедицию Афанасия Федотовича Шестакова и направлен в Охотск c командой капитана Дмитрия Ивановича Павлуцкого.

## Первая Камчатская экспедиция

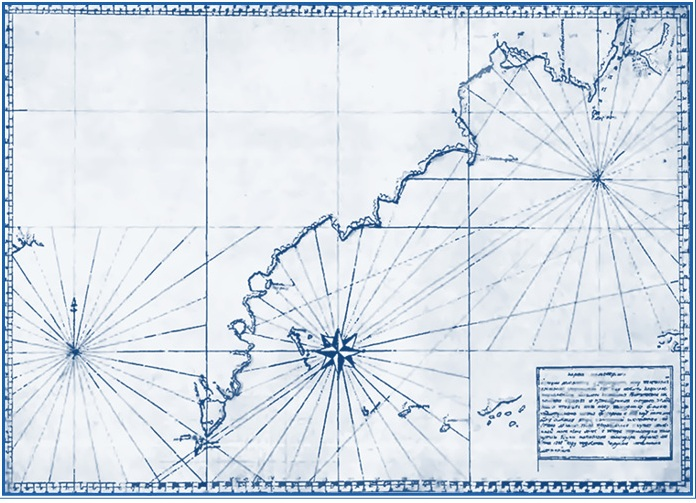
Карта Шпанберга по результатам экспедиции Федорова - Гвоздева 1732 года, 1743 год

Если не считать отрывочных сведений о посещении русскими людьми Америки в XVII веке, первым русским судном, подошедшим к берегу Северной Америки, и первым европейским судном, достигшим Аляски, был бот «Святой Гавриил» под началом геодезиста Михаила Гвоздева и подштурмана Ивана Фёдорова 21 августа 1732 года в ходе экспедиции Афанасия Федотовича Шестакова и Дмитрия Ивановича Павлуцкого 1729—1735 годов.
Вместе с участниками Первой Камчатской экспедиции навигаторами Иваном Фёдоровым и Кондратием Мошковым, Гвоздев на судне «Святой Гавриил» добрался до мыса Дежнёва, наиболее восточной точки Азии. Оттуда, пополнив запасы воды, «Святой Гавриил» отправился на восток и вскоре вновь натолкнулся на сушу, вблизи мыса Принца Уэльского. Следуя вдоль северо-западного побережья Аляски, экспедиция картографировала местность и дополнила изучение Берингова пролива, начатое Семёном Ивановичем Дежнёвым и Федотом Алексеевичем Поповым и продолженное Витусом Ионассеном Берингом. При возвращении были открыты два острова в составе островов Диомида и остров Кинг.

## Вторая Камчатская экспедиция
В 1733 году началась Вторая камчатская экспедиция. Гвоздев был назначен в отряд Мартына Петровича Шпанберга, который готовился совершить плавание к Японии. В 1735 году Гвоздева вместе со штурманом Генсом по ложному доносу взяли под стражу и отправили в Тобольск. До установления невиновности три года содержался под стражей. В 1739 году отправлен в Иркутскую канцелярию, в Охотск в команду командира Григория Скорнякова. В Охотске исполнял обязанности геодезиста до 1741 года.
В 1741—1742 годах Гвоздев принимал участие в экспедиции Алексея Елеазаровича Шельтинга, задачей которой было нанесение на карту западного и южного побережья Охотского моря (восточного берега острова Сахалин). После прекращения деятельности экспедиции Гвоздев вместе с другими участниками в 1744 году прибыл в Томск. В 1755 году был назначен в Иркутск для участия в землеустроительных работах, здесь он оставался в течение трёх лет. В 1758 году он подал челобитную, в которой просил отставки.

## Память
В честь Гвоздева названы мыс на востоке Сахалина, а также острова в Беринговом проливе, ныне более известные как острова Диомида.